# Papás por conveniencia
Papás por conveniencia és una telenovel·la mexicana produïda per Rosy Ocampo per a TelevisaUnivision. És protagonitzat per Ariadne Díaz i José Ron. Es va estrenar a Las Estrellas el 21 d'octubre de 2024.

## Repartiment i personatges
- Ariadne Díaz com Aidé Mosqueda
- José Ron com Constantino «Tino» Guevara
- Ferdinando Valencia com Guzmán Muriel
- África Zavala com Federica
- Daniela Luján com Clara Luz Monroy
- Martín Ricca com Rudolf
- María Chacón com Alicia «Lichita» Chagoyan
- Miguel Martínez com Chano Chamorro
- Horacio Pancheri com Dámaso Rivera
- Lambda García com Facundo Topete
- Sherlyn González com Silvana del Valle
- Imanol Landeta com Felipe[4]
- Leticia Perdigón com Bertha
- Ernesto Laguardia com Jason
- Cecilia Gabriela com Pura
- Adriana Fonseca com Paulina[5]
- María Perroni Garza com Sofía «Chofis» Chamorro Chagoyán
- Joaquín Bondoni com Sergio «Checo» Chamorro Chagoyán
- Jonathan Becerra com El Calacas
- Victoria Viera com Circe Guevara Mosqueda
- Emilio Beltrán com Ulises Guevara Mosqueda
- Camila Núñez com Scarlet Topete Mosqueda
- Tania Nicole com Lila Guevara
- Juan Pablo Velasco com Emiliano Guevara
- Constantino Alonso com Pipe
- Mateo Saavedra com Jesús «Chuchito» Chamorro Chagoyán
- Sandra Sánchez Cantú
- Lalo Zayas com Augusto
- José Remis com Igor
- Simone Mateos
- Ximena Tello
- Natalia Álvarez
- Iván Caraza
- Lukas Urkijo